# ホリデイ (映画)
『ホリデイ』（The Holiday）は、2006年のアメリカ合衆国のロマンティック・コメディ映画。監督はナンシー・マイヤーズ、出演はキャメロン・ディアス、ケイト・ウィンスレット、ジュード・ロウ、ジャック・ブラックなど。休暇中にお互いの家を交換する「ホーム・エクスチェンジ」を題材にしている。
アメリカでは2006年12月8日に公開され、週末興行成績で初登場3位になった。日本では2007年3月24日に日劇3系列ほかで公開され、全国週末興行成績で初登場4位となった。

## ストーリー
会社のクリスマスパーティーで、ロンドンの新聞社に勤めるコラムニストのアイリス（ケイト・ウィンスレット）は、恋人で同僚のジャスパー（ルーファス・シーウェル）が他の女性と婚約したことを知る。一方、ロサンゼルスに住み、ハリウッド映画の予告編の製作会社を経営するアマンダ（キャメロン・ディアス）も、恋人のイーサン（エドワード・バーンズ）の浮気に気づき、別れることにした。
いくら悲しくても涙を流せないでいたアマンダは、休暇を取って旅に出ることを決め、インターネットでイギリスのサリーの小さな村シェア (Shere) にある素敵なコテージを見つける。そのウェブサイトは休暇中にお互いの家や車などを交換する「ホーム・エクスチェンジ」のサイトで、見ていたのは同じく恋に破れたばかりのアイリスの家だった。
意気投合した二人は、早速お互いの家を交換することにして旅立つ。そこで、アマンダはアイリスの兄グレアム（ジュード・ロウ）と、アイリスはイーサンの友人で映画音楽の作曲をしているマイルズ（ジャック・ブラック）や、近所に住む引退した脚本家のアーサー（イーライ・ウォラック）たちと出会う。

## キャスト
※括弧内は日本語吹替
- アマンダ - キャメロン・ディアス（朴璐美）
- アイリス - ケイト・ウィンスレット（林真里花）
- グレアム - ジュード・ロウ（鉄野正豊）
- マイルズ - ジャック・ブラック（小森創介）
- アーサー - イーライ・ウォラック（永井一郎）
- イーサン - エドワード・バーンズ（吉見一豊）
- ジャスパー - ルーファス・シーウェル（森田順平）
- マギー - シャニン・ソサモン

## キャッチコピー
- 人生に一度だけ、誰にでも運命の休暇がある

## 作品の評価
Rotten Tomatoesによれば、157件の評論のうち高評価は50%にあたる79件で、平均点は10点満点中5.7点、批評家の一致した見解は「確かに甘美で感動的でさえあるが、『ホリデイ』はあまりにも完全に予想通りなので、観客は早めのチェックアウト時間を選ぶことになるかもしれない。」となっている。
Metacriticによれば、31件の評論のうち、高評価は14件、賛否混在は15件、低評価は2件で、平均点は100点満点中52点となっている。

## その他
- 「ホーム・エクスチェンジ」を題材にした他の映画
  - 『カウチ・イン・ニューヨーク』 Un divan à New York / A Couch in New York （1996年）
ニューヨークに住むカウンセラーのヘンリー（ウィリアム・ハート）と、パリに住むベアトリス（ジュリエット・ビノシュ）が、新聞のホーム・エクスチェンジ欄を見てお互いの部屋を交換するロマンティック・コメディ。
- 「恋愛休暇」の文字が副題のように新聞広告などに公開直前から付くようになった。
- ダスティン・ホフマン、ジェームズ・フランコ、リンジー・ローハンがカメオ出演しているが、ダスティン・ホフマンはたまたま撮影現場となったレンタルビデオ店を通りかかったからである。